# Luiz Bonfá
Luiz Floriano Bonfá, noto come Luiz Bonfá (Rio de Janeiro, 17 ottobre 1922 – Rio de Janeiro, 12 gennaio 2001), è stato un chitarrista, compositore e cantante brasiliano.
Aperto alla contaminazione fra musica brasiliana e nordamericana, incise anche a fianco di Stan Getz, Quincy Jones, Frank Sinatra e la coppia Steve Lawrence e Eydie Gormé.

## Biografia
Figlio di un immigrato italiano, cominciò a suonare la chitarra all'età di undici anni, e in seguito studiò sotto la guida del chitarrista uruguaiano Isaias Savio. In un concorso radiofonico si classificò al terzo posto con l'interpretazione di un brano di Francisco Tárrega, e poi si spostò a San Paolo dove si avvicinò alla musica popolare.
Nel 1945 Bonfá iniziò a suonare professionalmente nel Trio Campesino. L'anno seguente la sua carriera radiofonica lo vide nella trasmissione “Clube da Bossa” a lato del chitarrista Garoto da cui assimilò lo stile della bossa nova. Fino al 1952, assieme a Luís Teles, Francisco Pacheco e Alberto Ruschell, fece parte del gruppo Quitandinha Serenaders. A seguito dello scioglimento della formazione, proseguì come chitarrista solista. Nel 1953, già in rapporti musicali con Tom Jobim, compose per Dick Farney diversi motivi fra i quali Ranchinho de palha, Perdido de amor, Sem esse céu e Canção do vaqueiro. Fu il chitarrista delle musiche per il lavoro teatrale di Vinícius de Moraes Orfeu da Conceição.

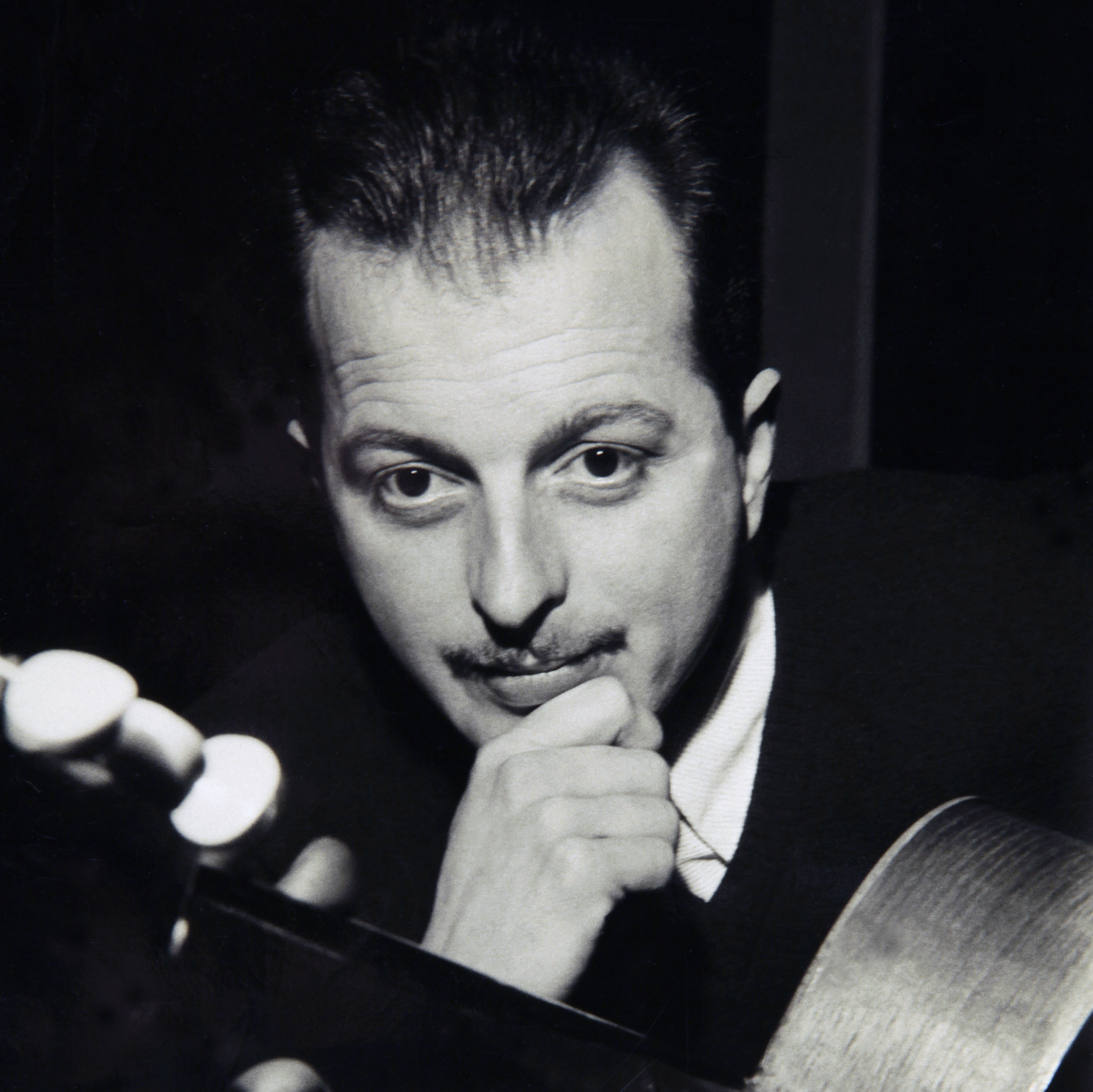
Luiz Bonfá, 1958

Nella seconda metà degli anni cinquanta accompagnò la cantante statunitense Mary Martin in un tour nordamericano, e a fine decennio compose la colonna sonora di Orfeo Negro, film tratto dalla piece teatrale di Vinícius e diretto da Marcel Camus, lavoro che vide fra i protagonisti delle musiche anche de Moraes e Jobim. Le tracce musicali del film, in particolare Manhã de Carnaval e Samba de Orfeu – entrambe di Bonfá –, contribuirono a rendere popolare fuori dal Brasile la bossa nova. Nel 1962 il chitarrista fu tra i protagonisti dello storico spettacolo di bossa nova che si tenne alla Carnegie Hall e in cui l'artista eseguì la sua ormai celebre Manhã de Carnaval. Fu inoltre autore di brani come Bossa nova cha cha, Sambalamento, Silencio do amor, Brasilia, Marajo, Preludio, Arabesque, Adeus, e Quebra mar.
Con qualche puntata in Patria, negli anni sessanta Bonfá visse prevalentemente a New York, dove compose musica assieme alla seconda moglie Maria Helena Toledo, dove collaborò con il connazionale Eumir Deodato e dove incise dischi come musicista o in qualità di produttore; poi la sua fama e prolificità cominciarono a declinare. Ritornato in Brasile, negli anni ottanta e novanta effettuò alcune incisioni lanciate sul mercato statunitense. Fu a fianco della cantante Ithamara Koorax nella registrazione del CD Almost In Love/The Luiz Bonfá Songbook. La sua musica fu ripresa da tanti musicisti che la interpretarono in chiave tradizionale oppure jazz. Fra di essi, Djavan incise Correnteza. Altri artisti che attinsero al repertorio di Bonfá furono Sarah Vaughan, George Benson, Tony Bennett e Julio Iglesias.
Luiz Bonfá è morto nel 2001 per un cancro alla prostata, all'età di 78 anni. Dieci anni dopo, nel 2011, un sample del suo brano Seville del 1967 è stato utilizzato come base per la canzone Somebody That I Used to Know dei cantanti Gotye e Kimbra, diventata un successo planetario nel 2012 con oltre undici milioni di copie vendute.

## Discografia
- 1955 - Luiz Bonfá (Uma Prece)
- 1959 - Black Orpheus [Original Soundtrack]
- 1959 - Amor!: The Fabulous Guitar of Luiz Bonfa
- 1962 - Brazil's King of the Bossa Nova and Guitar
- 1962 - O Violão e o Samba
- 1963 - Le Roi de la Bossa Nova
- 1963 - Jazz Samba Encore!
- 1963 - Composer of Black Orpheus Plays and Sings Bossa Nova
- 1965 - Braziliana
- 1965 - The Brazilian Scene
- 1966 - Gentle Rain
- 1968 - Bonfa
- 1968 - Black Orpheus Impressions
- 1970 - The New Face of Bonfá
- 1971 - Sanctuary
- 1972 - Introspection
- 1973 - Jacarandá
- 1974 - Todo o Nada
- 1978 - Bonfa Burrows Brazil
- 1988 - Manhattan Strut
- 1989 - Non-Stop to Brazil
- 1992 - The Bonfá Magic
- 1996 - Garoto Genios Do Violao
- 2005 - Solo in Rio 1959[6]
- 2015 - Strange Message